# Eastland
Eastland is een plaats (city) in de Amerikaanse staat Texas, en valt bestuurlijk gezien onder Eastland County.

## Demografie
Bij de volkstelling in 2000 werd het aantal inwoners vastgesteld op 3769.
In 2006 is het aantal inwoners door het United States Census Bureau geschat op 3910, een stijging van 141 (3,7%).

## Geografie
Volgens het United States Census Bureau beslaat de plaats een oppervlakte van
7,3 km², geheel bestaande uit land. Eastland ligt op ongeveer 439 m boven zeeniveau.

## Plaatsen in de nabije omgeving
De onderstaande figuur toont nabijgelegen plaatsen in een straal van 36 km rond Eastland.